# Misión visitadora de las Naciones Unidas al Sahara Español de 1975

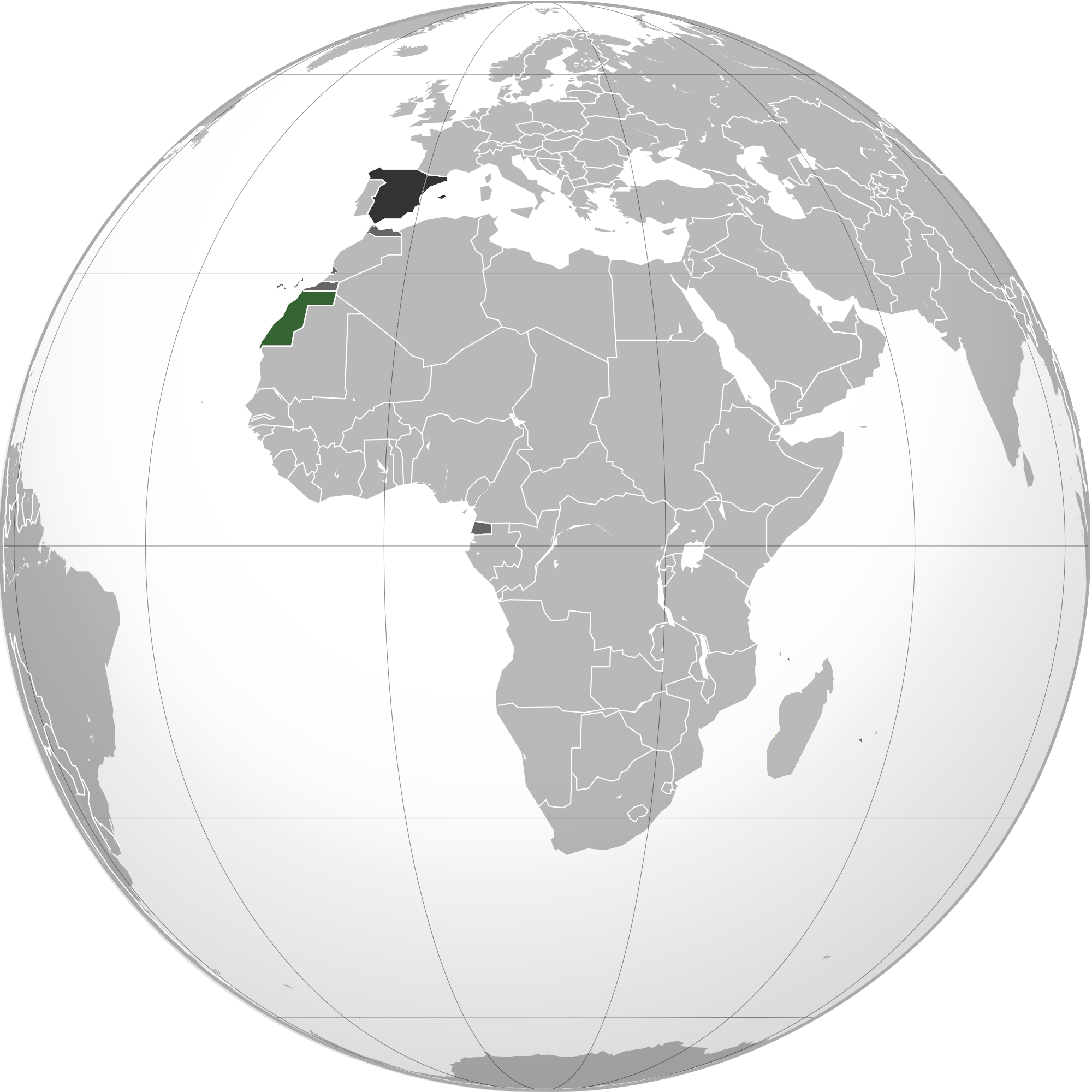
Sahara Occidental como parte de España.

Para ayudar en el proceso de descolonización del Sahara español (ahora Sáhara Occidental ), una colonia en el norte de África, la Asamblea General de las Naciones Unidas en 1975 envió una misión visitadora al territorio y los países circundantes, de conformidad con su resolución 3292 (13 de diciembre de 1974).

## Propósito de la misión visitadora
La misión pretendía investigar la situación política en el Sáhara español, así como las reclamaciones conflictivas sobre el territorio:
- España había administrado el Sahara español desde el Congreso de Berlín en 1884, pero había anunciado que se retiraba del territorio. Un partido político respaldado por Madrid, el Partido de Unión Nacional Saharaui (PUNS), sucesor de la Djema'a, abogó por una transición gradual hacia la independencia y exigió relaciones privilegiadas entre España y un futuro Sáhara Occidental.
- El Frente Polisario, una organización indígena anticolonial que libraba una guerra de guerrillas contra las fuerzas españolas desde 1973, reclamó el país para sus habitantes, los saharauis, y exigió la independencia inmediata.
- Marruecos invocó los lazos históricos entre su familia real y las tribus saharauis, reclamando el territorio como sus provincias del sur .
- Mauritania se refirió a la etnicidad común (de saharauis y bereberes) y conexiones territoriales históricas, para reclamarla como una parte norte del país; Tiris al-Gharbiyya .
- Las Naciones Unidas venían exigiendo desde 1966 que un referéndum entre la población autóctona determinara el estatuto futuro del territorio.

## La misión
La misión estaba compuesta por tres miembros. Su jefe era Simeon Aké, embajador de la ONU en Côte d'Ivoire (Costa de Marfil) ; lo acompañaban Marta Jiménez Martínez, diplomática cubana, y Manouchehr Pishva, de Irán .
Hizo una gira por el Sahara español del 12 al 19 de mayo de 1975, después de que inicialmente las autoridades españolas le negaran la entrada. Del 8 al 12 de mayo y nuevamente del 20 al 22 de mayo, visitó Madrid, España; y del 28 de mayo al 1 de junio, realizó una gira por los países vecinos Mauritania, Marruecos y Argelia ; en Argelia, que apoyó al Polisario desde finales de 1974[cita requerida], también se reunió con líderes del Frente Polisario.

## Hallazgos de la misión

### Sahara marroquí
En el territorio, la misión se encontró con manifestaciones contrarias del Frente Polisario y del PUNS, ambos exigiendo la independencia, pero diferenciándose en su acercamiento a las autoridades españolas. Tony Hodges escribe:
Durante su visita al territorio ", informó [la misión de la ONU] ," la misión no encontró ningún grupo que apoyara los reclamos territoriales de los países vecinos y, en consecuencia, no tuvo voz para estimar el alcance de su apoyo, que parecía estar sumergido por el manifestaciones masivas a favor de la independencia.
y
Aunque la misión se reunió en privado con varios grupos en la región norte que representaban al PUNS ", señalaron los enviados de la ONU," no fue testigo de ninguna manifestación pública separada en apoyo de ese partido. Esto contrasta marcadamente con el Frente Polisario, cuyos partidarios desde el inicio aparecieron en masa portando las banderas y emblemas de su movimiento. No fue hasta que la misión visitó la región sur que el PUNS, siguiendo el ejemplo de sus opositores, organizó manifestaciones masivas para saludar a la misión en cada lugar visitado ".
y
En Villa Cisneros y otros asentamientos en el sur, los partidarios del Polisario y del PUNS realizaron manifestaciones rivales separadas, pero "aunque ambos grupos reunieron una gran cantidad de simpatizantes", señaló la misión, "la preponderancia era claramente a favor del Frente Polisario". Los carteles de Polisario y PUNS eran "similares", pues "ambos exigían la independencia total del territorio y se oponían a la integración con los países vecinos".
y
Gracias a la gran cooperación que recibió de las autoridades españolas, la Misión pudo, a pesar de la brevedad de su estancia en el Territorio, visitar prácticamente todos los principales núcleos de población y conocer las opiniones de la abrumadora mayoría de sus habitantes . En cada lugar visitado, la Misión se reunió con manifestaciones políticas masivas y tuvo numerosas reuniones privadas con representantes de todos los sectores de la comunidad sahariana. De todos estos, se hizo evidente para la Misión que existía un consenso abrumador entre los saharauis dentro del Territorio a favor de la independencia y en contra de la integración con cualquier país vecino. [. . . ] La Misión cree, a la luz de lo que presenció en el Territorio, especialmente las manifestaciones masivas de apoyo a un movimiento, el Frente Polisario [...] que su visita sirvió de catalizador para sacar a la luz las fuerzas políticas y las presiones que anteriormente había estado sumergido en gran parte. Para la Misión fue tanto más significativo que esto sorprendiera a las autoridades españolas que, hasta entonces, sólo habían sido conscientes en parte del profundo despertar político de la población.
La misión estimó que la manifestación más grande que presenciaron, "organizada por el Frente Polisario", en El-Aaiún el 13 de mayo de 1975, consistió en 15 mil personas, lo cual es significativo, ya que un censo de 1974 de las autoridades españolas había fijado la población total en poco menos de 75.000 personas.

### Naciones circundantes
- En Mauritania, la misión se reunió con el presidente Moktar Ould Daddah en Nuakchot, donde reiteró su exigencia por la integración del territorio en Mauritania. La misión también viajó a las ciudades del norte de Atar, Zouerate, Bir Moghrein y Nouadhibou, donde presenciaron "grandes manifestaciones rivales" del Parti du Peuple Mauritanien (PPM; el partido gobernante de Ould Daddah) y el Frente Polisario.
- En Fez, el rey Hassan II repitió la reivindicación marroquí sobre el territorio, y la misión fue testigo de "grandes manifestaciones de propagación en ciudades del extremo sur del país, cerca de la frontera del Sahara Occidental" que "no dejaron lugar a dudas [... ] la profundidad del apoyo popular en Marruecos a la campaña de 'reunificación' de Hassan, así como la determinación de su gobierno de lograr sus objetivos. La misión fue informada de que Marruecos no aceptaría la inclusión de la independencia entre las opciones que se ofrecerían a los saharauis en un referéndum. La única pregunta aceptable era: '¿Quiere permanecer bajo la autoridad de España o volver a unirse a Marruecos?' "
- En Argelia, el presidente Houari Boumedienne declaró que "Argelia no tenía ningún interés en el Sáhara Occidental más que en que se respetara el derecho de los saharauis a la autodeterminación" . La misión también visitó las comunidades saharauis en Tinduf, Oum el-Assel y Hassi Abdallah en Argelia, donde "fueron recibidos por miles de manifestantes pro-POLISARIO" y se les mostró a los oficiales españoles de las Tropas Nómadas, detenidos como prisioneros de guerra. por las fuerzas del POLISARIO. El secretario general del POLISARIO, El-Uali Mustafa Sayed, declaró que "un referéndum era innecesario ya que ahora era evidente que la mayoría de los saharauis querían la independencia, pero [...] dijo que aceptarían una, si la ONU insistía, con la condición que la administración española había sido primero retirada y reemplazada por una administración 'nacional', que todas las tropas españolas habían sido retiradas y reemplazadas por soldados del POLISARIO bajo las garantías de la ONU y la Liga Árabe, y que todos los refugiados habían podido regresar al territorio ".

## Consecuencias del informe de misión
La misión presentó su informe a las Naciones Unidas el 15 de octubre de 1975. Los resultados de la investigación fueron citados especialmente por el Frente Polisario y sus patrocinadores argelinos como apoyo a su argumento, pero el debate quedó en gran parte sumergido por la presentación de la opinión de la Corte Internacional de Justicia el 16 de octubre. El tribunal argumentó que, si bien había vínculos históricos entre Mauritania y Marruecos con las tribus y tierras del Sahara español, la reivindicación de ninguno de los dos países fue suficiente para otorgarle la propiedad del territorio. El tribunal también dictaminó que los saharauis poseían un derecho de autodeterminación, lo que significa que cualquier solución al problema del estado del Sahara español tenía que ser aprobada por el pueblo saharaui. (Una posición considerada de apoyo al referéndum.) Como respuesta al veredicto de la CIJ, el rey Hassan II de Marruecos anunció pocas horas después de la publicación de las conclusiones del tribunal, que organizaría una Marcha Verde en el Sahara español para asumir la propiedad del territorio.

## Número de archivo de la Asamblea General de la ONU
El informe final de la misión se archiva en los Documentos Oficiales de la Asamblea General.
- Misión Visitante de las Naciones Unidas al Sáhara Español, 1975, Asamblea General, 30.º período de sesiones, Suplemento 23, Documento de las Naciones Unidas A / 10023 / Rev.